# Jeanne Deroin

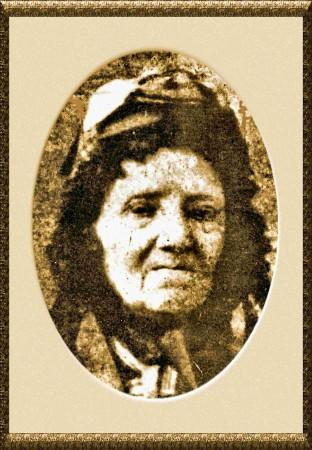
Jeanne Deroin nel 1880

Jeanne Deroin (Parigi, 31 dicembre 1805 – Londra, 2 aprile 1894) è stata una giornalista e attivista francese.

## Biografia
Jeanne, proveniente da una famiglia di operai, studiando da autodidatta, riuscì a ottenere il diploma di maestra elementare. Convinta, a dispetto delle opinioni correnti, della necessità dell'eguaglianza tra uomo e donna, si avvicinò al movimento fondato da Saint-Simon e alle concezioni filosofiche e politiche di Fourier, sostenitore delle rivendicazioni femministe, e collaborò, firmandosi «Jeanne-Victoire», al giornale «Tribune des femmes». Nel 1831 pubblicò un opuscolo contro la subordinazione della donna.
Nel 1832 sposò civilmente l'ingegnere sansimoniano Antoine Ulysse Desroches, dal quale ebbe tre figli. Ostile alla Chiesa cattolica e a ogni altra organizzazione ecclesiastica, Jeanne era tuttavia cristiana e vedeva in Gesù una figura storica di rivoluzionario non violento, che predicò l'eguaglianza tra tutti gli esseri umani e la fine delle discriminazioni sociali, in quanto contrarie alla legge divina.
Lasciò i figli alle cure del marito per poter partecipare attivamente alla Rivoluzione scoppiata a Parigi nel febbraio del 1848. Fondò con altri la «Società per l'emancipazione delle donne» e collaborò a «La Voix des femmes» di Eugénie Niboyet, richiedendo che il diritto di voto fosse esteso anche alle donne.
Alla chiusura de «La Voix des femmes», Jeanne Deroin fondò con Désirée Gay, il 18 giugno 1848, «La Politique des femmes», nella quale ella pose l'accento sulle rivendicazioni economiche a favore delle donne, chiedendo eguale salario e pari opportunità di lavoro. Per tutta risposta, il 5 agosto il governo conservatore, uscito dalla violenta repressione della sollevazione operaia del giugno 1848, ordinò la chiusura del giornale, così che il 28 gennaio 1849 la Deroin fondò il nuovo giornale «L'Opinion des femmes».
Poiché la legge non permetteva il voto alle donne, ma non escludeva esplicitamente che esse potessero almeno candidarsi, la Deroin presentò la propria candidatura come socialista alle elezioni per l'Assemblea costituente, previste per il 13 maggio 1849. Fece affiggere sui muri di Parigi un appello nel quale, tra l'altro, scriveva che «un'Assemblea costituente composta di soli uomini sarebbe altrettanto inadatta a emanare leggi che governino una società composta da uomini e donne, come lo sarebbe un'assemblea composta da privilegiati a discutere gli interessi degli operai, o un'assemblea di capitalisti a conservare alto l'onore del paese».
La sua candidatura sollevò, tra le altre, la pubblica protesta del socialista Proudhon che, sulle colonne del giornale «Le Peuple», il 12 aprile scrisse di non poter «permettere che si presentino tali pretese e simili principi, senza protestare energicamente, in nome della moralità pubblica e della giustizia stessa. È essenziale che i socialisti non li appoggino. L'uguaglianza politica dei due sessi, cioè l'assimilazione delle donne con gli uomini nelle pubbliche funzioni, è uno di quei sofismi che sono contrari non solo alla logica, ma anche alla coscienza umana e alla natura delle cose».
Le fu spesso impedito di tenere comizi, quando non venne pubblicamente derisa per la sua «pretesa» di farsi eleggere deputata: non venne eletta - raccolse solo 15 voti - anche perché le mancò il sostegno di quegli stessi socialisti che avrebbero potuto, ma non vollero votarla, ritenendo che la sua eventuale elezione sarebbe stata comunque annullata.
Attraverso il suo nuovo giornale, lanciò la proposta di una nuova organizzazione operaia che riunisse le diverse associazioni operaie, l'Association Solidaire et Fraternelle de Toutes les Associations Réunies, una proposta analoga a quella già avanzata nel 1840 da Flora Tristan con l'Union ouvrière, e considerata sovversiva dal nuovo governo che esprimeva gli interessi della borghesia, così che la Deroin fu condannata a pagare una multa di 5.000 franchi.
Costretta a chiudere «L'Opinion des femmes» per l'intervenuta mancanza di fondi, continuò a battersi per unificare le organizzazioni operaie: il governo reagì il 29 maggio 1850, arrestando lei, Pauline Roland e gli altri attivisti sotto l'accusa di cospirazione contro la sicurezza dello Stato. Dal carcere, Jeanne Deroin e Pauline Roland lanciarono appelli alla Women's Rights Convention, costituita a Worcester, nel Massachusetts, e alla Anne Knight's Female Political Association di Sheffield, in Inghilterra.
Rilasciata nel giugno 1851, la Deroin fu nuovamente arrestata dopo il colpo di Stato di Luigi Napoleone ed esiliata: Jeanne Deroin scelse di andare in Inghilterra, portando con sé i propri figli. A Londra la Deroin continuò a battersi per le proprie rivendicazioni politiche e femministe, pubblicando tre Almanach des femmes dal 1852 al 1854, mentre nel 1856 scrisse il libro Lettre aux ouvriers.